# Olha Liajova
Olha Olexandrivna Liajova (en ucraniano: Ольга Олександрівна Ляхова, Rubézhnoye, 18 de marzo de 1992) es una deportista ucraniana que compite en atletismo, especialista en las carreras de mediofondo.
Ganó una medalla de bronce en el Campeonato Europeo de Atletismo de 2018 y dos medallas de bronce en el Campeonato Europeo de Atletismo en Pista Cubierta, en los años 2017 y 2019.

## Palmarés internacional
| Campeonato Europeo                   | Campeonato Europeo    | Campeonato Europeo | Campeonato Europeo |
| Año                                  | Lugar                 | Medalla            | Prueba             |
| ------------------------------------ | --------------------- | ------------------ | ------------------ |
| 2018                                 | Berlín (Alemania)     | Medalla de bronce  | 800 m              |
| Campeonato Europeo en Pista Cubierta |                       |                    |                    |
| Año                                  | Lugar                 | Medalla            | Prueba             |
| 2017                                 | Belgrado (Serbia)     | Medalla de bronce  | 4 × 400 m          |
| 2019                                 | Glasgow (Reino Unido) | Medalla de bronce  | 800 m              |